# Ramminger Sandgrube

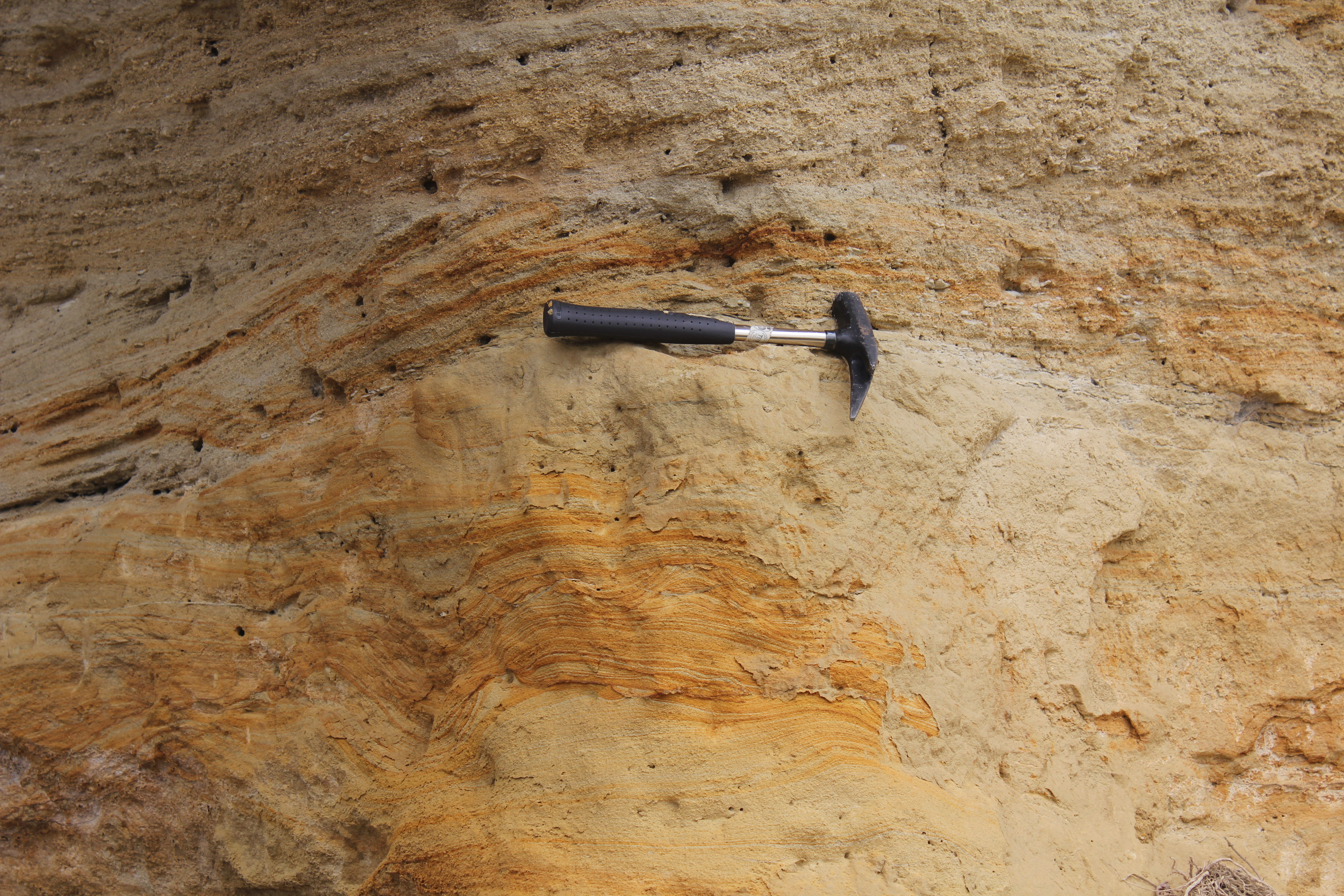
Schräg- und Kreuzschichtungen in der Ramminger Sandgrube, optisch akzentuiert durch „Liesegangsche Bänder“.

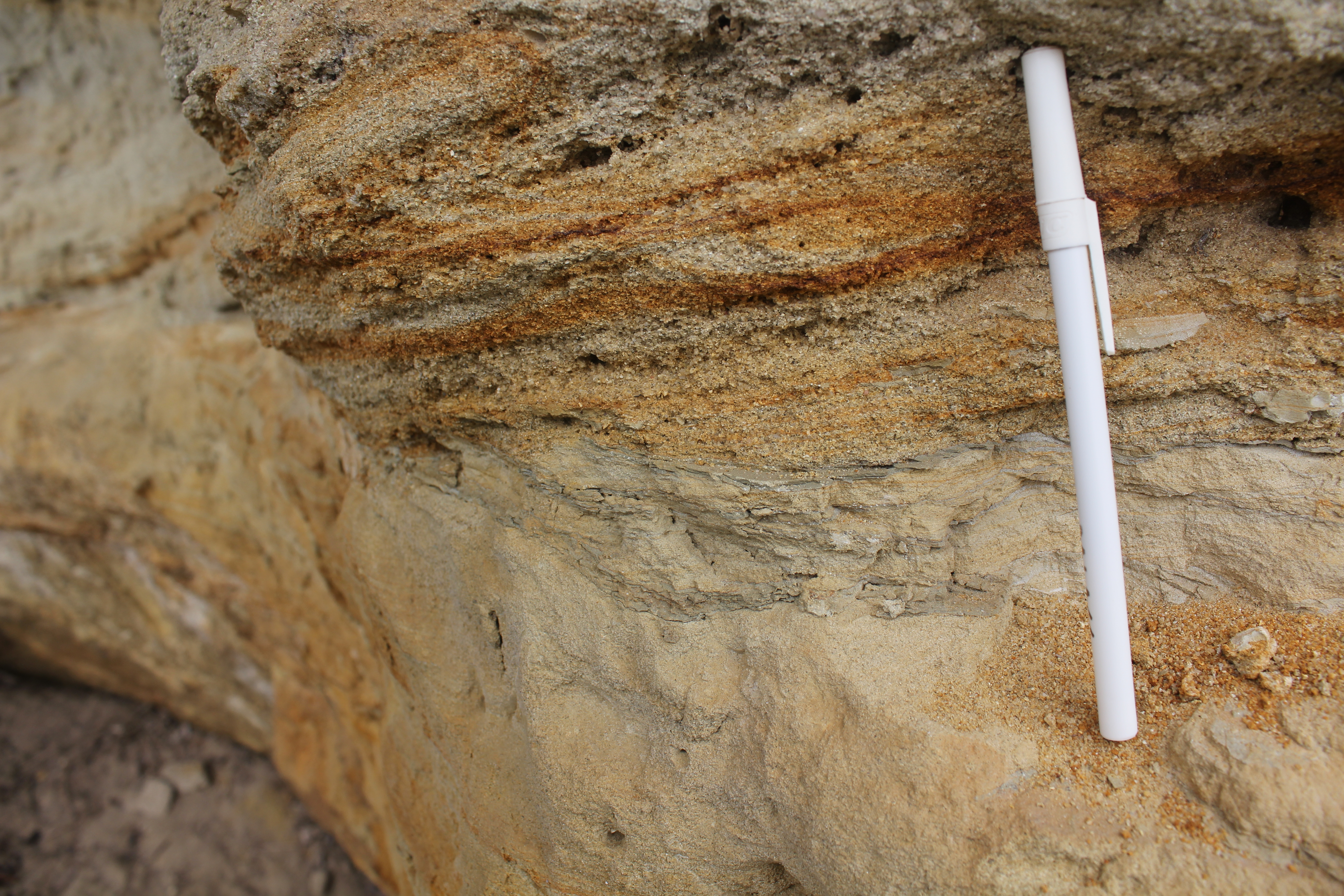
Detailaufnahme: Grobkörniger, schräggeschichteter Sandstein überlagert feinkörnigeren Sandstein mit mergeligen Einschaltungen. Hinsichtlich der „Liesegangschen Bänder“ ist schön zu erkennen, dass die Ausfällungsfronten zwar teilweise schichtparallel, teilweise jedoch auch quer zur Schichtung verlaufen.

Die Ramminger Sandgrube ist ein künstlicher Aufschluss nahe Rammingen im Alb-Donau-Kreis in Baden-Württemberg, in dem früher Bausand abgebaut wurde. Der nur schwach verfestigte Sandstein entstand vor etwa 20 bis 15 Millionen Jahren im Miozän, als das Molassemeer unter anderem Oberschwaben und einen Teil der Schwäbischen Alb bedeckte.
Die Sandgrube wird unter der Bezeichnung Aufgelassene Sandgrube Sandäcker von der Landesanstalt für Umwelt, Messungen und Naturschutz Baden-Württemberg als geschütztes Geotop geführt. Sie ist außerdem unter der Bezeichnung Ehemalige Sandgrube als Naturdenkmal geschützt.

## Aufschlussbeschreibung
In der Nordwand der ehemaligen Sandgrube ist ein etwa fünf Meter mächtiges Profil der Oberen Meeresmolasse (OMM) aufgeschlossen. Es handelt sich um meist karbonatisch zementierte, überwiegend geringverfestigte Sandsteine, die kleine Gerölle und Muschelschill enthalten. Stellenweise ist deutlich Schrägschichtung erkennbar. An identifizierbaren Fossilien treten vor allem Überreste von meeresbewohnenden Weichtieren auf, in erster Linie Austern der Art Crassostrea giengensis sowie Turmschnecken und Herzmuscheln. Neben den Schrägschichtungsstrukturen sind im Aufschluss auch Kreuzschichtungen zu finden. Diese entstehen durch wechselnde Strömungsrichtungen des Meerwassers, wie sie beispielsweise in Wattgebieten aufgrund des Gezeitenrhythmus auftreten.

## „Liesegangsche Bänder“
Die rostbraunen Streifen, die stellenweise im Sandstein sichtbar sind, werden als  „Liesegangsche Bänder“ bezeichnet. Sie zeichnen die sedimentäre Schichtung nach und akzentuieren sie optisch. Entstanden sind sie jedoch erst nachdem sich der Sandstein abgelagert hatte (vergleiche hierzu: Liesegangsche Ringe). Dies kann daran festgemacht werden, dass in einigen Fällen die Färbung bei mehreren unmittelbar übereinander liegenden Schichten lateral (seitlich) abrupt aussetzt. Ein solches Phänomen kann unmöglich durch Sedimentationsvorgänge entstehen. Die Liesegangschen Bänder bildeten sich durch Ausfällung von im Porenwasser gelöstem Eisen, das aus den darüberliegenden Gesteinsschichten ausgewaschen wurde. Die Grenze zwischen „gefärbtem“ und „ungefärbtem“ Gestein wird Ausfällungsfront genannt.